# Травников, Николай Григорьевич
Николай Григорьевич Травников (9 мая 1901, Олехово, Ярославская губерния — 5 января 1970, Ленинград) — советский военный деятель, генерал-майор (20 декабря 1942).

## Биография
Николай Григорьевич Травников родился 9 мая 1901 года в деревне Олехово (ныне — Рыбинского района, Ярославская область).

#### Гражданская война
В марте 1920 года был призван в ряды РККА, после чего красноармейцем, а затем курсантом 48-х пехотных командных курсов принимал участие в разгроме повстанцев на Украине.

#### Межвоенное время
В 1922 году закончил 48-е пехотные командные курсы, а в 1925 году — экстерном пехотную школу.
После войны служил в составе 25-го стрелкового полка (9-я Донская стрелковая дивизия) на должностях командира взвода, помощника командира и командир роты, командира батальона.
В мае 1932 года был направлен на учёбу Военно-воздушную академию РККА, после окончания которой в мае 1936 года был назначен на должность начальника штаба 19-й тяжелобомбардировочной авиационной бригады, в январе 1940 года — на должность начальника штаба Воронежской резервной авиационной бригады, а в сентябре 1940 года — на должность заместителя начальника оперативного факультета Военной академии командного и штурманского состава ВВС РККА.
В октябре 1940 года был направлен на учёбу в Академию Генштаба РККА.

#### Великая Отечественная война
В сентябре 1941 года был назначен на должность старшего помощника начальника резервного оперативного управления Генштаба Красной Армии и в том же месяце был назначен на должность командира формировавшегося в Ессентуках 3-го воздушно-десантного корпуса.
С марта по август 1942 года исполнял должность командира 399-й стрелковой дивизии, которая с 28 июля входила в состав Сталинградского фронта и с 8 августа принимала участие в оборонительных боевых действиях под Сталинградом В августе 1942 года получил ранение и оставил командование дивизией. 29 октября Травников был назначен на должность командира 9-го воздушно-десантного корпуса 2-го формирования, на базе которого 8 декабря 1942 года сформирована 5-я гвардейская воздушно-десантная дивизия, которой полковник (с 20 декабря 1942 года генерал-майор) Травников командовал до 30 мая 1943 года.
В июле 1943 года был назначен на должность командира 299-й стрелковой дивизии, которая принимала участие в ходе Харьковской наступательной операции, во время которой Травников был контужен, но не покинул поле боя, продолжив командовать дивизией. Только 31 августа после ухудшения здоровья был эвакуирован в госпиталь. За успешные боевые действия по разгрому противника и освобождение Харькова дивизии было присвоено почётное наименование «Харьковская», а генерал-майор Николай Григорьевич Травников награждён орденом Красного Знамени. В ходе Ясско-Кишиневской наступательной операции дивизия была введена в прорыв на бухарестском направлении, отличившись при ведении боевых действий на правом берегу Днестра в районе населённых пунктов Пугочень и Делакеу. Но в районе озера Балатон дивизии не удалось создать должной обороны, в результате чего при контрударе противника она не смогла удержать занимаемые позиции. В связи с этим Травников в марте 1945 года был освобождён от занимаемой должности и в апреле был назначен исполняющим должность заместителя военного коменданта Вены.
За время войны Травников был два раза упомянут в благодарственных в приказах Верховного Главнокомандующего.

### Послевоенная карьера
После окончания войны Травников находился на прежней должности.
В марте 1947 года был прикомандирован к Военной академии имени М. В. Фрунзе для использования на преподавательской работе. В апреле 1948 года был назначен на должность старшего преподавателя по оперативно-тактической подготовке — тактического руководителя учебной группы курсов усовершенствования командиров стрелковых дивизий, в октябре 1949 года — на должность старшего тактического руководителя кафедры общей тактики, а в июне 1950 года — на должность начальника курса факультета заочного обучения, а в июне 1954 года был направлен в Китай на должность старшего советника начальника курсов усовершенствования командного состава НОАК.
Генерал-майор Николай Григорьевич Травников 12 июня 1958 года вышел в запас. Умер 5 января 1970 года в Ленинграде. Похоронен в Московской области, Наро-Фоминский городской округ, Покровское кладбище.

## Награды
- Орден Ленина (30.04.1945)[5][6];
- Три ордена Красного Знамени (23.08.1943[7], 3.11.1944[5][8], 2.09.1950[5][9]);
- Орден Суворова II степени (19.01.1944)[10];
- Орден Отечественной войны I степени (25.10.1944)[11];
- Медали

Других государств
- Орден Тудора Владимиреску IV степени (Румыния);
- Медаль «25 лет освобождения Румынии» (Румыния)[12]